# 柳博姆利區

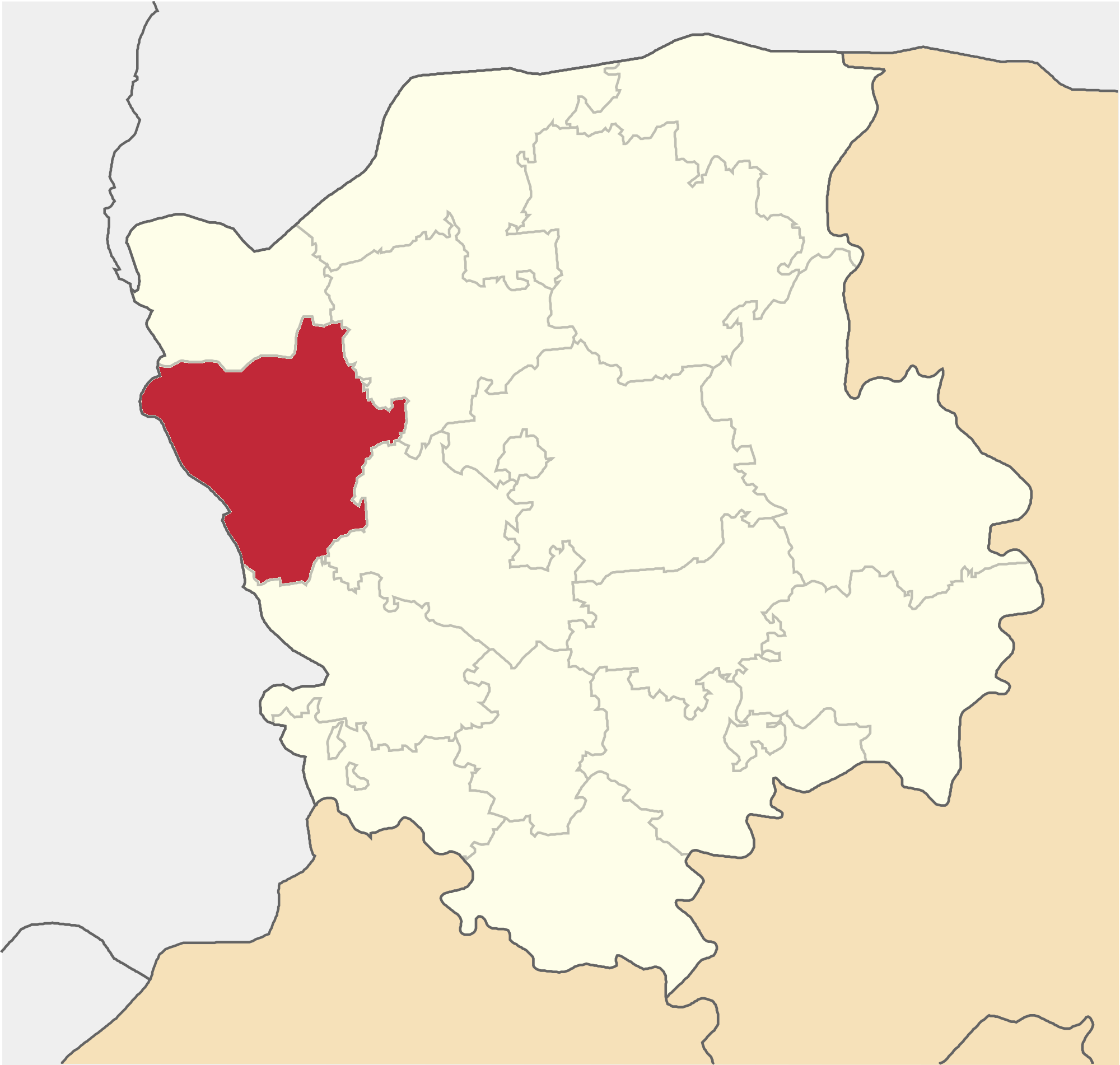
撤销前柳博姆利區在沃倫州的位置

柳博姆利區（羅馬化：Liubomlskyi raion）曾是烏克蘭的一個區，位於該國西部，由沃倫州負責管轄，首府設於柳博姆利，面積1,481平方公里，2015年人口39,569，人口密度每平方公里26.9人。
该区在2020年7月18日的乌克兰行政区划改革中被撤销，改革后沃伦州下分为4个区，柳博姆利區合并至科韋利區。